# Itubento
Itubento é como é conhecido o clássico entre o Ituano e o São Bento, clubes de futebol das cidades paulistas de Itu e Sorocaba, respectivamente. O confronto recebe esse nome devido à junção entre os nomes dos dois clubes. Na Série A1 do Campeonato Paulista, as equipes se enfrentaram dez vezes, com sete vitórias do Ituano, uma vitória do São Bento e dois empates. Na Série C do Campeonato Brasileiro a vantagem também é do Ituano. Em 3 partidas disputadas, uma em 1990 e duas em 2020, a equipe de Itu venceu as três. Pela Copa Paulista são 8 jogos desde 2008, com cinco vitórias do Ituano, uma vitória do São Bento e dois empates.

## Estatísticas do confronto
| Todos os confrontos |     |    |    |   |    |    |    |     |
| Equipe              | Pts | J  | V  | E | D  | GP | GC | SG  |
| Ituano              | 47  | 21 | 14 | 5 | 2  | 35 | 11 | 24  |
| São Bento           | 11  | 21 | 2  | 5 | 14 | 11 | 35 | -24 |

| Campeonato Brasileiro da Série C |     |   |   |   |   |    |    |    |
| Equipe                           | Pts | J | V | E | D | GP | GC | SG |
| Ituano                           | 7   | 3 | 2 | 1 | 0 | 5  | 0  | 5  |
| São Bento                        | 1   | 3 | 0 | 1 | 2 | 0  | 5  | -5 |

| Campeonato Paulista de Futebol - Série A1 |     |    |   |   |   |    |    |    |
| Equipe                                    | Pts | J  | V | E | D | GP | GC | SG |
| Ituano                                    | 23  | 10 | 7 | 2 | 1 | 15 | 6  | 9  |
| São Bento                                 | 5   | 10 | 1 | 2 | 7 | 6  | 15 | -9 |

| Copa Paulista |     |   |   |   |   |    |    |     |
| Equipe        | Pts | J | V | E | D | GP | GC | SG  |
| Ituano        | 17  | 8 | 5 | 2 | 1 | 15 | 5  | 10  |
| São Bento     | 5   | 8 | 1 | 2 | 5 | 5  | 15 | -10 |

## Histórico
O primeiro duelo entre as duas equipes se deu em 1990, no Campeonato Paulista daquela edição. Após um longo período sem confrontos, ambos os clubes voltaram a se enfrentar com mais frequência a partir de 2006, seja pelo Paulistão, pela Copa Paulista ou até mesmo pelo Campeonato Brasileiro da Série C.
| Data       | Div           | Partida   | Partida | Partida | Partida | Partida   |
| 04/03/2021 | Paulista - A1 | Ituano    | 1       | x       | 0       | São Bento |
| 05/12/2020 | Série C       | São Bento | 0       | x       | 3       | Ituano    |
| 02/10/2020 | Série C       | Ituano    | 0       | x       | 0       | São Bento |
| 28/01/2019 | Paulista - A1 | Ituano    | 2       | x       | 0       | São Bento |
| 17/03/2018 | Interior - A1 | São Bento | 1       | x       | 2       | Ituano    |
| 06/03/2018 | Paulista - A1 | São Bento | 0       | x       | 1       | Ituano    |
| 15/02/2017 | Paulista - A1 | Ituano    | 1       | x       | 0       | São Bento |
| 30/01/2016 | Paulista - A1 | São Bento | 1       | x       | 1       | Ituano    |
| 30/08/2015 | Copa Paulista | Ituano    | 1       | x       | 1       | São Bento |
| 25/07/2015 | Copa Paulista | São Bento | 0       | x       | 2       | Ituano    |
| 27/02/2015 | Paulista - A1 | São Bento | 1       | x       | 1       | Ituano    |
| 07/09/2013 | Copa Paulista | São Bento | 2       | x       | 0       | Ituano    |
| 03/08/2013 | Copa Paulista | Ituano    | 1       | x       | 0       | São Bento |
| 28/08/2011 | Copa Paulista | São Bento | 0       | x       | 4       | Ituano    |
| 16/07/2011 | Copa Paulista | Ituano    | 5       | x       | 1       | São Bento |
| 06/09/2008 | Copa Paulista | São Bento | 1       | x       | 2       | Ituano    |
| 26/07/2008 | Copa Paulista | Ituano    | 0       | x       | 0       | São Bento |
| 11/03/2007 | Paulista - A1 | São Bento | 2       | x       | 0       | Ituano    |
| 26/03/2006 | Paulista - A1 | Ituano    | 4       | x       | 1       | São Bento |
| 02/09/1990 | Série C       | Ituano    | 2       | x       | 0       | São Bento |
| 01/04/1990 | Paulista - A1 | Ituano    | 2       | x       | 0       | São Bento |